# Алмалы (Байдибекский район)
Алмалы (каз. Алмалы, до 1992 г. — Орловка) — село в Байдибекском районе Туркестанской области Казахстана. Административный центр Алмалинского сельского округа. Находится примерно в 41 км к востоку от районного центра, села Шаян. Код КАТО — 513639100.

## Население
В 1999 году население села составляло 582 человека (281 мужчина и 301 женщина). По данным переписи 2009 года, в селе проживал 661 человек (326 мужчин и 335 женщин).